# El imperialismo, fase superior del capitalismo
El imperialismo, fase superior del capitalismo es un libro escrito por Vladímir Lenin en 1916 que expresa "los rasgos fundamentales del imperialismo de su época."

En él, Lenin explica que la época del capitalismo de librecambio toca su fin. Acompañado por múltiples datos y estadísticas de la época, describe cómo en los países más adelantados (fundamentalmente Gran Bretaña, Alemania y los Estados Unidos de entonces), la concentración de capital ha dado lugar a grandes monopolios que acaparan sectores enteros de la producción. Esta parte es continuación de las tesis de Karl Marx en cuanto a las leyes de concentración de capital. 
El capitalismo, en su fase imperialista conduce de lleno a la socialización de la producción en sus más variados aspectos; arrastra, por decirlo así, a pesar de su voluntad y conciencia, a los capitalistas a un cierto nuevo régimen social, de transición entre la plena libertad de concurrencia y la socialización completa. 
Los capitalistas han dejado de ser competidores anónimos dentro de un mercado desconocido y la libre competencia se ha trasformado en su contrario. La competencia en la nueva época del capitalismo, se da ahora en unas condiciones nuevas en las que solo los grandes monopolios pueden competir entre sí. El estado ha dejado de ser propiedad de toda la burguesía para pasar a estar controlado solo por los sectores monopolistas de la burguesía. El estado sirve ahora solo a los capitalistas dueños de grandes monopolios. De tal manera Lenin desarrolla el punto de vista de Marx más allá de lo que aquel pudiera haber hecho, dado que el fenómeno de los monopolios se da a partir de muy a finales del siglo XIX.
El imperialismo se caracteriza por los siguientes rasgos fundamentales: 
- El elevado desarrollo de la producción capitalista se ha concentrado en unos pocos grandes monopolios y este fenómeno puede observarse (entonces y hoy en día) en todos los países. Unas pocas empresas controlan cada sector (telefonía, transportes, etc.) frente a los rasgos iniciales del capitalismo (donde en cada sector competían muchos pequeños productores).

- El nuevo papel de los bancos y la fusión de estos con el capital industrial llevan a la formación del capital financiero y al poder de la oligarquía financiera. Los bancos ya no son pequeños prestamistas. Los volúmenes de capital en liza son tan grandes que su actividad se vuelve imprescindible para la producción. Aún más, la información y la capacidad de incidencia que tienen los bancos los convierten en un centro decisivo (y decisorio) para la economía de cada país.

- La exportación de capital adquiere una gran importancia respecto a la exportación de mercancías, característica de la fase precedente. Esto facilita la penetración y el expolio de las grandes potencias contra los países menos desarrollados.

- La formación de asociaciones de capitalistas internacionales que se reparten el mundo, y la terminación del reparto territorial del mundo entre las potencias capitalistas más importantes. En la época del librecambio, en el siglo XIX, las burguesías de los distintos países buscaban nuevos países para obtener más materias primas y nuevos mercados donde colocar sus mercancías. Dicho proceso ha terminado. El mundo se ha repartido territorialmente de forma completa y concreta. Esto obliga a cualquier potencia a desplazar o someter a otros países (o a otras potencias) si pretende obtener más materias primas o ampliar su mercado. Y si no lo hace las que sí lo hagan se acabarán haciendo más poderosas.

Con todo ello se formará lo que se conoce como una cadena imperialista. Es decir, una jerarquía entre las distintas potencias cuyos eslabones de alianza y dependencia (o sometimiento) se establecen según la fuerza (política y militar) y según el capital que poseen. Para poder competir y desarrollarse cada potencia se ve sometida al papel que ocupa en dicha cadena. Dadas estas condiciones el sistema político que prevalece es un sistema imperialista , propio de aquellas potencias que se colocan a la cabeza para dominar al resto de países a costa de someterlos de una u otra manera.